# NGC 6695
NGC 6695 este o galaxie situată în constelația Lira. A fost descoperită în 22 august 1884 de către Édouard Stephan⁠(d). Se află la o distanță de 112,2 megaparseci de Pământ.